# Sangueta

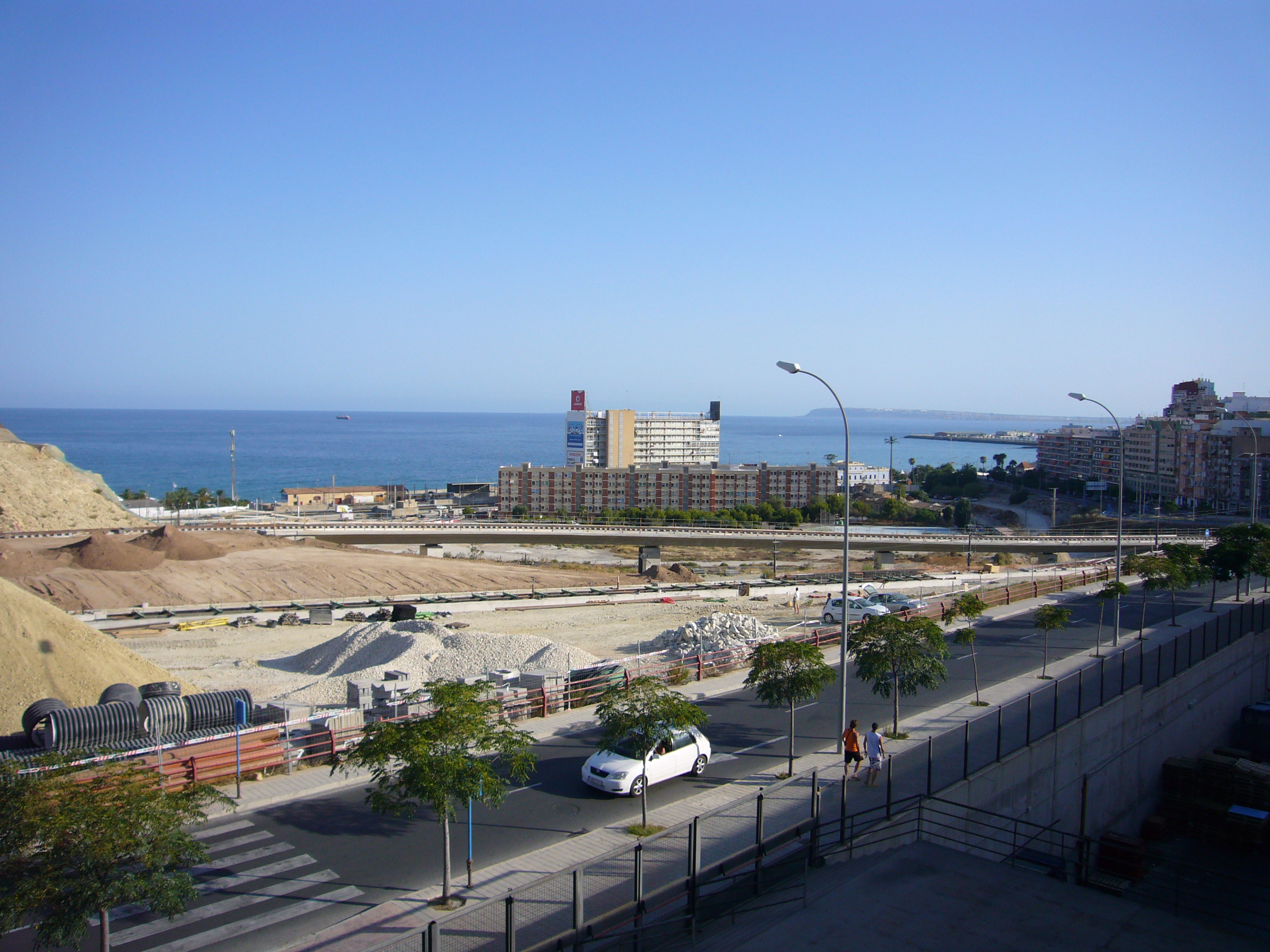
Sangueta desde La Goteta en 2010.

Se conoce como Sangueta a la zona de la ciudad de Alicante (España) situada entre el tramo costero del Cocó y los dos grandes montes de la ciudad (el Benacantil y la Sierra Grossa), al este del conocido como scalextric del Postiguet. Aunque popularmente se le suele denominar como barrio, Sangueta no lo es oficialmente, pues forma parte del barrio de Vistahermosa. No obstante, Sangueta se encuentra incorporada en el Distrito 1 de Alicante de forma independiente a Vistahermosa.